# Toluca, Puebla
Toluca är en ort i Mexiko.   Den ligger i kommunen Atzitzintla och delstaten Puebla, i den sydöstra delen av landet, 210 km öster om huvudstaden Mexico City. Toluca ligger 2 509 meter över havet och antalet invånare är 300.
Terrängen runt Toluca är kuperad västerut, men österut är den bergig. Runt Toluca är det ganska tätbefolkat, med 93 invånare per kvadratkilometer. Närmaste större samhälle är Orizaba, 16,5 km öster om Toluca. I omgivningarna runt Toluca växer huvudsakligen savannskog.